# Milan Kadlec
Milan Kadlec (Uherské Hradiště, 13 de octubre de 1974) es un deportista checo que compitió en ciclismo en las modalidades de pista, especialista en las pruebas de puntuación y madison, y ruta.
Ganó una medalla de bronce en el Campeonato Mundial de Ciclismo en Pista de 2010 y una medalla de bronce en el Campeonato Europeo de Ciclismo en Pista de 2011.
Participó en dos Juegos Olímpicos de Verano: en Atenas 2004 obtuvo el quinto lugar en puntuación y el 13.º en madison, y en Pekín 2008 obtuvo el noveno lugar en puntuación y el 13.º en madison.
En carretera fue profesional de 2000 a 2014 y destacó en Italia, ganando el Giro d'Oro y el Criterium de los Abruzzos.

## Medallero internacional
| Campeonato Mundial | Campeonato Mundial       | Campeonato Mundial | Campeonato Mundial |
| Año                | Lugar                    | Medalla            | Competición        |
| ------------------ | ------------------------ | ------------------ | ------------------ |
| 2010               | Ballerup (Dinamarca)     | Medalla de bronce  | Puntuación         |
| Campeonato Europeo |                          |                    |                    |
| Año                | Lugar                    | Medalla            | Competición        |
| 2011               | Apeldoorn (Países Bajos) | Medalla de bronce  | Puntuación         |

## Palmarés en ruta
| 1998 - 1 etapa del Tour de Bohemia - 2.º en el Campeonato de la República Checa en Ruta 1999 - Giro del Valle de Aosta - Giro d'Oro - 1 etapa del Tour de Bohemia - 2.º en el Campeonato de la República Checa en Ruta - 2.º en el Campeonato de la República Checa de Contrarreloj 2000 - 1 etapa del Tour de Bohemia - 3.º en el Campeonato de la República Checa de Contrarreloj 2001 - Criterium de los Abruzzos - 1 etapa del Tour de Bohemia 2002 - Tour de Bohemia | 2005 - 3.º en el Campeonato de la República Checa de Contrarreloj 2006 - 2.º en el Campeonato de la República Checa de Contrarreloj 2010 - 3.º en el Campeonato de la República Checa en Ruta 2012 - Campeonato de la República Checa en Ruta - Tour del Lago Taihu, más 1 etapa - 1 etapa del Tour de Fuzhou 2013 - 1 etapa del Tour de Irán 2014 - 1 etapa del Tour de Irán |

## Resultados en Grandes Vueltas
| Carrera         | 1996 | 1997 | 1998 | 1999 | 2000  | 2001 | 2002 | 2003 | 2004 | 2005 | 2006 | 2007 | 2008 | 2009 | 2010 | 2011 | 2012 |
| --------------- | ---- | ---- | ---- | ---- | ----- | ---- | ---- | ---- | ---- | ---- | ---- | ---- | ---- | ---- | ---- | ---- | ---- |
| Giro de Italia  | -    | -    | -    | -    | 100.º | -    | 64.º | -    | -    | -    | -    | -    | -    | -    | -    | -    | -    |
| Tour de Francia | -    | -    | -    | -    | -     | -    | -    | -    | -    | -    | -    | -    | -    | -    | -    | -    | -    |
| Vuelta a España | -    | -    | -    | -    | -     | -    | Ab.  | -    | -    | -    | -    | -    | -    | -    | -    | -    | -    |

## Palmarés en pista

### Campeonatos del mundo
Ballerup 2010
- 3.º en la carrera a los puntos

### Copa del mundo
2008-2009
- 3.º en la carrera a los puntos en Copenhague

### Campeonatos de Europa
Apeldoorn 2011
- 3.º en la carrera a los puntos

### Campeonato de la República Checa
2007
- Campeonato de la República Checa en la carrera a los puntos

2008
- Campeonato de la República Checa Persecución

2014
- Campeonato de la República Checa en Madison (haciendo pareja con Alois Kaňkovský)